# هوانگ جونگ مین
هوانگ جونگ مین (انگلیسی: Hwang Jung-min؛ زادهٔ ۱ سپتامبر ۱۹۷۰) یک هنرپیشه اهل کره جنوبی است. وی از سال ۱۹۹۴ میلادی تاکنون مشغول فعالیت بوده‌است.
از فیلم‌ها یا برنامه‌های تلویزیونی که وی در آن نقش داشته است می‌توان به ملکه رقصان، خوشی ، دنیای جدید، مرد عاشق، سربازان بهشت و جزیره کشتی جنگی اشاره کرد.